# Luật số lớn

Mô phỏng luật số lớn ở đó trung bình mẫu tiến gần về trung bình quần thể khi kích thước mẫu đủ lớn

Trong toán học và xác suất thống kê, luật số lớn hay quy luật số lớn (Tiếng Anh: Law of Large Number, Viết tắt: LLN) là một khái niệm mô tả hành vi hội tụ của trung bình mẫu cũng như các đặc trưng thống kê khác của một dãy các biến ngẫu nhiên độc lập và có phân phối đồng nhất khi kích cỡ mẫu tăng lên. Luật số lớn chỉ ra rằng khi ta chọn ngẫu nhiên các giá trị (mẫu thử) trong một dãy các giá trị (quần thể), kích thước dãy mẫu thử càng lớn thì các đặc trưng thống kê (trung bình, phương sai,...) của mẫu thử sẽ càng hội tụ gần với các đặc trưng thống kê của quần thể. Luật số lớn có nhiều ứng dụng trong các kỹ thuật mô phỏng thống kê cũng như trong kinh tế, tài chính, dự báo hay bảo hiểm.
Luật số lớn thường được mô tả dưới hai dạng chính, bao gồm dạng yếu (Weak Law of Large Number - WLLN) và dạng mạnh (Strong Law of Large Number - SLLN). Ở dạng yếu, trung bình mẫu chỉ hội tụ theo xác suất về trung bình quần thể. Trong khi đó, ở dạng mạnh, trung bình mẫu hội tụ gần như chắc chắn về trung bình quần thể. 
(Xem thêm: Sự hội tụ của các biến ngẫu nhiên)

## Luật số lớn yếu
Luật số lớn yếu còn được gọi là định lý Khintchine. Cụ thể, xét một dãy các biến ngẫu nhiên {\displaystyle X_{1},X_{2},...} độc lập, cùng phân phối với kỳ vọng E(X), luật số lớn yếu phát biểu rằng, với mọi số thực {\displaystyle \epsilon } dương, xác suất để khoảng cách giữa trung bình tích lũy {\displaystyle Y_{n}={\frac {X_{1}+X_{2}+...+X_{n}}{n}}} và kỳ vọng E(X) lớn hơn {\displaystyle \epsilon } là tiến về 0 khi n tiến về vô cực, nghĩa là:
{\displaystyle \lim _{n\to +\infty }P\left(\left|{\frac {X_{1}+X_{2}+...+X_{n}}{n}}-E(X)\right|\geq \epsilon \right)=0,\forall \epsilon >0}
Phát biểu được chứng minh bằng cách sử dụng bất đẳng thức Bienaymé-Chebychev sau đây của Chebychev:
{\displaystyle P(|Y-E(Y)|\geq \epsilon )\leq {\frac {V(Y)}{\epsilon ^{2}}}}
Ta có biến ngẫu nhiên {\displaystyle Y_{n}={\frac {X_{1}+X_{2}+...+X_{n}}{n}}} có kỳ vọng 
{\displaystyle E(Y_{n})={\frac {nE(X)}{n}}=E(X)}
và phương sai 
{\displaystyle V(Y_{n})={\frac {nV(X)}{n^{2}}}={\frac {V(X)}{n}}}
từ bất đẳng thức Bienaymé-Chebychev, ta có:
{\displaystyle P\left(\left|{\frac {X_{1}+X_{2}+...+X_{n}}{n}}-E(X)\right|\geq \epsilon \right)\leq {\frac {V(X)}{n\epsilon ^{2}}}}
Vế phải tiến về 0 khi n tiến về vô cực, định lý được chứng minh.
Theo định nghĩa hội tụ của biến ngẫu nhiên thì {\displaystyle Y_{n}} hội tụ theo xác suất về E(X).

## Luật số lớn mạnh
Xét n biến ngẫu nhiên độc lập cùng phân phối xác suất, khả tích (nghĩa là {\displaystyle E(|X|)<\infty }). Luật số lớn mạnh phát biểu rằng trung bình tích lũy {\displaystyle Y_{n}\,} hội tụ hầu như chắc chắn về E(X).
Nghĩa là:
{\displaystyle P\left(\lim _{n\to +\infty }Y_{n}(\omega )=E(X)\right)=1}.